# Lijst van voetbalinterlands wereldkampioenschap Nederland (mannen)
Deze lijst bevat alle wedstrijden, gespeeld door het Nederlands voetbalelftal op een WK voetbal. Alle resultaten zijn vanuit het perspectief van Nederland. Nederland speelde op 11 eindtoernooien 55 wedstrijden, waarvan het er 30 won, 11 verloor (waarvan 3 in een verlenging) en 14 gelijkspeelde (waarna Nederland één keer won en drie keer verloor in een strafschoppenserie. Nederland maakte op het WK voetbal 96 doelpunten en kreeg er 52 tegen. Johnny Rep was verantwoordelijk voor 7 van die doelpunten, meer dan elke andere speler.
| Editie | Ronde             | Stad              | Datum | Uitslag             | Tegenstander                   | Doelpuntenmakers |
| ------ | ----------------- | ----------------- | ----- | ------------------- | ------------------------------ | --- |
| 1934   | Achtste finales   | Milaan            | 27-06 | 2–3                 | Zwitserland                    | 7' Kielholz (0–1), 29' Smit (1–1), 43' Kielholz (2–1), 66' Abegglen (3–1), 69' Vente (3–2)                              |
| 1938   | Achtste finales   | Le Havre          | 05-06 | 0–3 n.v.            | Tsjecho-Slowakije              | 93' Košťálek (0–1), 111' Zeman (0–2), 118' Nejedlý (0–3)                                                                |
| 1974   | Eerste groepsfase | Hannover          | 15-06 | 2–0                 | Uruguay                        | 7' Rep (1–0), 86' Rep (2–0)                                                                                             |
| 1974   | Eerste groepsfase | Dortmund          | 19-06 | 0–0                 | Zweden                         | |
| 1974   | Eerste groepsfase | Dortmund          | 23-06 | 4–1                 | Bulgarije                      | 5' Neeskens (1–0), 45' Neeskens (2–0), 71' Rep (3–0), 78' Krol (3–1), 88' De Jong (4–1)                                 |
| 1974   | Tweede groepsfase | Gelsenkirchen     | 26-06 | 4–0                 | Argentinië                     | 10' Cruijff (1–0), 25' Krol (2–0), 73' Rep (3–0), 90' Cruijff (4–0)                                                     |
| 1974   | Tweede groepsfase | Gelsenkirchen     | 30-06 | 2–0                 | Duitse Democratische Republiek | 7' Neeskens (1–0), 59' Rensenbrink (2–0)                                                                                |
| 1974   | Tweede groepsfase | Dortmund          | 03-07 | 2–0                 | Brazilië                       | 50' Neeskens (1–0), 65' Cruijff (2–0)                                                                                   |
| 1974   | Finale            | Berlijn           | 07-07 | 1–2                 | West-Duitsland                 | 2' Neeskens (1–0), 25' Breitner (1–1), 43' Müller (1–2)                                                                 |
| 1978   | Eerste groepsfase | Mendoza           | 03-06 | 3–0                 | Iran                           | 40' Rensenbrink (1–0), 62' Rensenbrink (2–0), 79' Rensenbrink (3–0)                                                     |
| 1978   | Eerste groepsfase | Mendoza           | 07-06 | 0–0                 | Peru                           | |
| 1978   | Eerste groepsfase | Mendoza           | 11-06 | 2–3                 | Schotland                      | 34' Rensenbrink (1–0), 44' Dalglish (1–1), 47' Gemmill (1–2), 68' Gemmill (1–3), 71' Rep (2–3)                          |
| 1978   | Tweede groepsfase | Córdoba           | 14-06 | 5–1                 | Oostenrijk                     | 6' Brandts (1–0), 35' Rensenbrink (2–0), 36' Rep (3–0), 53' Rep (4–0), 79' Obermayer (4–1), 82' W. Van de Kerkhof (5–1) |
| 1978   | Tweede groepsfase | Córdoba           | 18-06 | 2–2                 | West-Duitsland                 | 3' Abramczik (0–1), 27' Haan (1–1), 70' Müller (1–2), 84' R. Van de Kerkhof (2–2)                                       |
| 1978   | Tweede groepsfase | Buenos Aires      | 21-06 | 2–1                 | Italië                         | 18' Brandts (0–1, e.d.), 50' Brandts (1–1), 75' Haan (2–1)                                                              |
| 1978   | Finale            | Buenos Aires      | 25-06 | 1–3 n.v.            | Argentinië                     | 38' Kempes (0–1), 82' Dick Nanninga (1–1), 105' Kempes (1–2), 115' Bertoni (1–3)                                        |
| 1990   | Groepsfase        | Palermo           | 12-06 | 1–1                 | Egypte                         | 58' Kieft (1–0), 83' Abdelghani (1–1)                                                                                   |
| 1990   | Groepsfase        | Cagliari          | 16-06 | 0–0                 | Engeland                       | |
| 1990   | Groepsfase        | Palermo           | 21-06 | 1–1                 | Ierland                        | 11' Gullit (1–0), 71' Quinn (1–1)                                                                                       |
| 1990   | Achtste finales   | Milaan            | 24-06 | 1–2                 | West-Duitsland                 | 51' Klinsmann (0–1), 85' Brehme (0–2), 89' Koeman (1–2)                                                                 |
| 1994   | Groepsfase        | Washington D.C.   | 21-06 | 2–1                 | Saoedi-Arabië                  | 18' Amin (0–1), 50' Jonk (1–1), 86' Taument (2–1)                                                                       |
| 1994   | Groepsfase        | Orlando           | 25-06 | 0–1                 | België                         | 65' Albert (0–1) |
| 1994   | Groepsfase        | Orlando           | 29-06 | 2–1                 | Marokko                        | 43' Bergkamp (1–0), 47' Nader (1–1), 77' Roy (2–1)                                                                      |
| 1994   | Achtste finales   | Orlando           | 04-07 | 2–0                 | Ierland                        | 11' Bergkamp (1–0), 41' Jonk (2–0)                                                                                      |
| 1994   | Kwartfinales      | Dallas            | 09-07 | 2–3                 | Brazilië                       | 53' Romário (0–1), 63' Bebeto (0–2), 64' Bergkamp (1–2), 76' Winter (2–2), 81' Branco (2–3)                             |
| 1998   | Groepsfase        | Saint-Denis       | 13-06 | 0–0                 | België                         | |
| 1998   | Groepsfase        | Marseille         | 20-06 | 5–0                 | Zuid-Korea                     | 37' Cocu (1–0), 41' Overmars (2–0), 71' Bergkamp (3–0), 80' Van Hooijdonk (4–0), 83' R. De Boer (5–0)                   |
| 1998   | Groepsfase        | Saint-Étienne     | 25-06 | 2–2                 | Mexico                         | 4' Cocu (1–0), 18' R. De Boer (2–0), 75' Peláez (2–1), 90+4' Hernández                                                  |
| 1998   | Achtste finales   | Toulouse          | 29-06 | 2–1                 | Joegoslavië                    | 38' Bergkamp (1–0), 48' Komljenović (1–1), 90+2' Davids (2–1)                                                           |
| 1998   | Kwartfinales      | Marseille         | 04-07 | 2–1                 | Argentinië                     | 12' Kluivert (1–0), 17' López (1–1), 90' Bergkamp (2–1)                                                                 |
| 1998   | Halve finales     | Marseille         | 07-07 | 1–1 n.v. (2–4 n.s.) | Brazilië                       | 46' Ronaldo (0–1), 87' Kluivert (1–1)                                                                                   |
| 1998   | Troostfinale      | Saint-Denis       | 11-07 | 1–2                 | Kroatië                        | 14' Prosinečki (0–1), 22' Zenden (1–1), 36' Šuker (1–2)                                                                 |
| 2006   | Groepsfase        | Leipzig           | 11-06 | 1–0                 | Servië en Montenegro           | 18' Robben (1–0) |
| 2006   | Groepsfase        | Stuttgart         | 16-06 | 2–1                 | Ivoorkust                      | 23' Van Persie (1–0), 27' Van Nistelrooij (2–0), 38' Koné (2–1)                                                         |
| 2006   | Groepsfase        | Frankfurt am Main | 21-06 | 0–0                 | Argentinië                     | |
| 2006   | Achtste finales   | Neurenberg        | 25-06 | 0–1                 | Portugal                       | 23' Maniche |
| 2010   | Groepsfase        | Johannesburg      | 14-06 | 2–0                 | Denemarken                     | 45' Agger (e.d., 1–0), 84' Kuijt (2–0)                                                                                  |
| 2010   | Groepsfase        | Durban            | 19-06 | 1–0                 | Japan                          | 52' Sneijder (1–0) |
| 2010   | Groepsfase        | Kaapstad          | 24-06 | 2–1                 | Kameroen                       | 35' Van Persie (1–0), 64' Eto'o (1–1), Huntelaar (2–1)                                                                  |
| 2010   | Achtste finales   | Durban            | 28-06 | 2–1                 | Slowakije                      | 17' Robben (1–0), 83' Sneijder (2–0), 90+3' Vittek (2–1)                                                                |
| 2010   | Kwartfinales      | Port Elizabeth    | 02-07 | 2–1                 | Brazilië                       | 9' Robinho (0–1), 52' Sneijder (1–1), 67' Sneijder (2–1)                                                                |
| 2010   | Halve finales     | Kaapstad          | 06-07 | 3–2                 | Uruguay                        | 17' Van Bronckhorst (1–0), 40' Forlán (1–1), 69' Sneijder (2–1), 72' Robben (3–1), 90+1' Pereira (3–2)                  |
| 2010   | Finale            | Johannesburg      | 11-07 | 0–1 n.v.            | Spanje                         | 115' Iniesta (0–1) |
| 2014   | Groepsfase        | Salvador          | 13-06 | 5–1                 | Spanje                         | 26' Alonso (1–0), 43' Van Persie (1–1), 52' Robben (2–1), De Vrij (3–1), 71' Van Persie (4–1), 79' Robben (5–1)         |
| 2014   | Groepsfase        | Porto Alegre      | 18-06 | 3–2                 | Australië                      | 19' Robben (1–0), 20' Cahill (1–1), 53' Jedinak (1–2), 57' Van Persie (2–2), 67' Depay (3–2)                            |
| 2014   | Groepsfase        | São Paulo         | 23-06 | 2–0                 | Chili                          | 76' Fer (1–0), 90+1' Depay (2–0)                                                                                        |
| 2014   | Achtste finales   | Fortaleza         | 29-06 | 2–1                 | Mexico                         | 47' Dos Santos (0–1), 87' Sneijder (1–1), 90+3' Huntelaar (pen., 2–1)                                                   |
| 2014   | Kwartfinales      | Salvador          | 05-07 | 0–0 n.v. (4–3 n.s.) | Costa Rica                     | |
| 2014   | Halve finales     | São Paulo         | 09-07 | 0–0 n.v. (2–4 n.s.) | Argentinië                     | |
| 2014   | Troostfinale      | Brasilia          | 12-07 | 3–0                 | Brazilië                       | 2' Van Persie (1–0), 16' Blind (2–0), 90' Wijnaldum (3–0)                                                               |
| 2022   | Groepsfase        | Doha              | 21-11 | 2–0                 | Senegal                        | 84' Gakpo (1–0), 90+9' Klaassen (2–0)                                                                                   |
| 2022   | Groepsfase        | Ar Rayyan         | 25-11 | 1–1                 | Ecuador                        | 6' Gakpo (1–0), 49' Valencia (1–1)                                                                                      |
| 2022   | Groepsfase        | Al Khawr          | 29-11 | 2–0                 | Qatar                          | 26' Gakpo (1–0), 49' F. De Jong (2–0)                                                                                   |
| 2022   | Achtste finales   | Ar Rayyan         | 03-12 | 3–1                 | Verenigde Staten               | 10' Depay (1–0), 45+1' Blind (2–0), 76' Wright (2–1), 81' Dumfries (3–1)                                                |
| 2022   | Kwartfinales      | Lusail            | 09-12 | 2–2 n.v. (3–4 n.s.) | Argentinië                     | 35' Molina (0–1), 73' Messi (pen., 0–2), 83' Weghorst (1–2), 90+11' Weghorst (2–2)                                      |

KNVB ·
A-internationals ·
Bondscoaches (m) ·
Topscorers ·
Nederlands vrouwenelftal ·
Bondscoaches (v) ·
Nederland B ·
Olympisch elftal ·
Jong Oranje ·
Nederland –20 ·
Nederland –19 ·
Nederland –18 ·
Nederland –17 ·
Nederland –16 ·
Nederland –15 ·
Nederlands amateurelftal ·
Nederlands zaterdagelftal ·
Jong OranjeLeeuwinnen ·
Vrouwen –20 ·
Vrouwen –19 ·
Vrouwen –18 ·
Vrouwen –17 ·
Vrouwen –16 ·
Vrouwen –15 ·
Militair mannenelftal ·
Militair vrouwenelftal ·
Strandteam ·
Vrouwen Strandteam ·
Futsalteam ·
Vrouwen Futsalteam

EK-wedstrijden ·
WK-wedstrijden ·
Resultaten kwalificaties en eindronden ·
Nederland B-wedstrijden ·
Officieuze wedstrijden ·
EK-wedstrijden vrouwen ·
WK-wedstrijden vrouwen ·
Resultaten vrouwen kwalificaties en eindronden
1905 – 1919 ·
1920 – 1929 ·
1930 – 1939 ·
1940 – 1949 ·
1950 – 1959 ·
1960 – 1969 ·
1970 – 1979 ·
1980 – 1989 ·
1990 – 1999 ·
2000 – 2009 ·
2010 – 2019 ·
2020 – 2029
2015 ·
2016 ·
2017 ·
2018 ·
2019 ·
2020 ·
2021 · 
2022
EK's: 1976 · 
1980 · 
1988 · 
1992 · 
1996 · 
2000 · 
2004 · 
2008 · 
2012 · 
2020 · 
2024
WK's: 1934 · 
1938 · 
1974 · 
1978 · 
1990 · 
1994 · 
1998 · 
2006 · 
2010 · 
2014 · 
2022
OS: 1908 ·
1912 ·
1920 ·
1924 ·
1928 ·
1948 ·
1952 ·
2008
Albanië ·
Andorra ·
Argentinië ·
Armenië ·
Australië ·
België ·
Bosnië en Herzegovina ·
Brazilië ·
Bulgarije ·
Canada ·
Chili ·
China ·
Colombia ·
Costa Rica ·
Curaçao ·
Cyprus ·
DDR ·
Denemarken ·
Duitsland ·
Ecuador ·
Egypte ·
Engeland ·
Estland ·
Faeröer ·
Finland ·
Frankrijk ·
GOS · 
Georgië ·
Ghana ·
Gibraltar ·
Griekenland ·
Hongarije ·
Ierland ·
IJsland ·
Indonesië ·
Iran ·
Israël ·
Italië ·
Ivoorkust ·
Japan ·
Joegoslavië ·
Kameroen ·
Kazachstan ·
Kroatië ·
Letland ·
Liechtenstein ·
Luxemburg ·
Malta ·
Marokko ·
Mexico ·
Moldavië ·
Montenegro ·
Nederlandse Antillen ·
Nigeria ·
Noord-Ierland ·
Noord-Macedonië ·
Noorwegen ·
Oekraïne ·
Oostenrijk ·
Paraguay ·
Peru ·
Polen ·
Portugal ·
Qatar ·
Roemenië ·
Rusland ·
Saarland ·
San Marino ·
Saoedi-Arabië ·
Schotland ·
Senegal ·
Servië en Montenegro ·
Slovenië ·
Slowakije ·
Sovjet-Unie ·
Spanje ·
Suriname ·
Thailand ·
Tsjechië ·
Tsjecho-Slowakije ·
Tunesië ·
Turkije ·
Uruguay ·
Verenigd Koninkrijk ·
Verenigde Staten ·
Wales ·
Wit-Rusland ·
Zuid-Afrika ·
Zuid-Korea ·
Zweden ·
Zwitserland
Argentinië (1978) ·
Argentinië (2006) ·
Argentinië (2014) ·
Argentinië (2022) ·
Australië (2014) ·
Brazilië (2014) ·
Chili (2014) · 
Costa Rica (2014) ·
Denemarken (2010) ·
Denemarken (2012) ·
Duitsland (2012) · 
Ecuador (2022) · 
Frankrijk (2008) ·
Italië (2008) ·
Ivoorkust (2006) ·
Japan (2010) ·
Kameroen (2010) ·
Mexico (2014) · 
Noord-Macedonië (2021) · 
Oekraïne (2021) · 
Oostenrijk (2021) · 
Portugal (2006) ·
Portugal (2012) ·
Portugal (2019) ·
Qatar (2022) ·
Roemenië (2008) ·
Rusland (2008) ·
San Marino (2011) ·
Senegal (2022) ·
Servië en Montenegro (2006) ·
Sovjet-Unie (1988) ·
Spanje (2010) ·
Spanje (2014) ·
Tsjechië (2021) · 
Uruguay (2010) ·
Verenigde Staten (2022) · 
West-Duitsland (1974)